# Гробницы царей Понта
Гробницы царей Понта (тур. Kral Kaya Mezarları) — некрополь царей Понтийского царства, расположенный на севере Турции.
Некрополь расположен на южном склоне горы Харшена высотой 272 метра, к северу от города Амасья и реки Ешильырмак. Гробницы были добавлены в предварительный список Всемирного наследия ЮНЕСКО 13 апреля 2004 года.

## История
Царские гробницы высечены в известняковой скале после того, как Митридат I основал Понтийское царство и сделал Амасею (современная Амасья) столицей. Внутри гробницы находятся большие каменные надгробия. Этот район называют «Долиной царей» из-за размера королевства, самого большого в северной Анатолии и его прошлого.
Пять царских гробниц расположены в районе Дворца девиц и принадлежат Митридату I (умер в 266 г. до н. э.), Ариобарзану (умер в 250 г. до н. э.), Митридату II (умер примерно в 210 г. до н. э.), Митридату III (умер примерно в 190 г. до н. э.) и Фарнаку I (ок. 155 г. до н. э.). Еще девять скальных гробниц находятся внутри крепости Амасья на склоне горы Харшена. Общее количество высеченных в скалах королевских гробниц по всему некрополю составляет 21.

## Описание
Скальные гробницы имеют высоту от 8 до 15 м (от 26 до 49 футов). К трем из группы из пяти гробниц ведут две отдельные лестницы, прорубленные в скале, а к двум другим гробницам ведет туннель со ступенями. В могильные камеры внутри каждой из пяти гробниц можно попасть только по лестнице из-за высокого положения входа. Три гробницы имеют колонны в фасаде, одна гробница — шесть, а две другие гробницы — четыре колонны. Две другие гробницы без колонн имеют закругленные вершины. Самая большая гробница, которая, как известно, принадлежит Фарнаку I, имеет размеры 15 м × 8 м × 6 м (49 футов × 26 футов × 20 футов). Над скальной гробницей на греческом высечена надпись, которая гласит: «фрурарх [командующий крепостью] Метродор посвятил богам алтарь и клумбу для царя Фарнака I».